# Do przerwy 0:1 (serial telewizyjny)
Do przerwy 0:1 – polski czarno-biały serial telewizyjny z 1969 dla młodzieży, zrealizowany na podstawie powieści Adama Bahdaja pod tym samym tytułem.

## Opis
Stanisław Jędryka planował ekranizację powieści Do przerwy 0:1 już w 1961 roku. Wspólnie z Adamem Bahdajem napisał wtedy pierwotną wersję scenariusza, który został odrzucony z przyczyn politycznych.
Serial opowiada o perypetiach grupy chłopców pragnących wygrać turniej drużyn podwórkowych w piłkę nożną. Okazuje się, że nie jest to takie proste, a młodzi zapaleńcy muszą przezwyciężać poważne przeszkody, czasem stwarzane przez niezbyt uczciwych dorosłych. Tłem akcji jest powojenna Warszawa.
Ekranizacja telewizyjna książki odbiega od oryginału. Ulicę Górczewską z książki zastąpiła ulica Chmielna, główny bohater Paragon, gdy zabraknie pieniędzy, nie sprzedaje już gazet tylko kwiaty, a miejsce wychowującej go „książkowej” cioci w filmie zajmuje samotna mama, która pracuje jako motorniczy tramwaju miejskiego. Najbardziej nieoczekiwaną zmianą, wprowadzoną przez ekranizację jest całkowite pozbawienie filmu informacji o klubie Polonia Warszawa. W książce Bahdaja jest to ukochany klub Perełki, Mandżaro i Paragona, temat dyskusji i marzeń młodych chłopców. To w tym klubie gra piłkarska gwiazda i opiekun drużyny Wacław Stefanek.
W serialu można obejrzeć nieistniejące już budynki sprzed II wojny światowej.

## Obsada
- Marian Tchórznicki (dubbingowany przez Krystynę Chimanienko[3]) – Paragon
- Janusz Smoliński – Perełka
- Mirosław Domański – Mandżaro
- Roman Wilhelmi – Romek Wawrzysiak
- Anna Ciepielewska – matka Paragona
- Aleksander Fogiel – Łopotek
- Józef Nalberczak – piłkarz Wacek Stefanek
- Tadeusz Bartosik – kierownik sekcji piłkarskiej
- Henryk Bąk – Durczak, sponsor Huraganu
- Jerzy Duszyński – redaktor działu sportowego
- Halina Kowalska – panna Kazia ze skupu butelek
- Wanda Łuczycka – woźna Matulakowa
- Barbara Sołtysik – pielęgniarka
- Wojciech Brzozowicz – Małek, mechanik w warsztacie Łopotka
- Jerzy Porębski – Julek Wawrzysiak
- Józef Nowak − sierżant „Baryła” Nogajski, dzielnicowy
- Stefan Friedmann − pracownik warsztatu Łopotka
- Wacław Kowalski − chłop Anielak, wspólnik Wawrzysiaka
- Ryszard Pietruski − kierowca nysy
- Małgorzata Lorentowicz − żona kierowcy
- Bogdan Baer − pacjent Gienio
- Aleksander Dzwonkowski −  pan Oleś, pacjent w szpitalu
- Mieczysław Milecki − lekarz
- Stanisław Milski − dziadek „Rudego Milka”
- Zofia Czerwińska − laborantka z tranzystorem
- Marian Opania − młody robotnik w szpitalu
- Adam Perzyk − stary robotnik w szpitalu
- Sylwester Przedwojewski − komentator meczu Syrenki z Polonią
- Tomasz Rajek − „Rudy Milek”

## Spis odcinków
1. Piłka
2. Ratuj Paragon
3. Kłopoty z kasą
4. Ucieczka
5. Uwaga, detektyw
6. Gorycz zwycięstwa
7. Pożegnanie z wakacjami

## Oddźwięk w kulturze masowej
Aluzja do serialu pojawia się w komedii Stanisława Barei Miś. Tytułowy bohater ogląda produkcję o przygodach gromadki urwisów, noszącą tytuł 10:0 dla Gwardii.
Otwierająca serial piosenka (Czeka nas przygoda w wykonaniu zespołu Wiślanie 69) została wykorzystana w telewizyjnej reklamie piwa Królewskiego oraz w 2011 roku w reklamie Cisowianki.